# Наталія Орейро
Наталія Орейро (ісп. Natalia Oreiro, нар. 19 травня 1977) — уругвайська і аргентинська співачка, акторка, дизайнерка та модель. Отримала популярність в Україні завдяки головним жіночим ролям в аргентинських серіалах «Багаті і знамениті» і «Дикий янгол», останній з яких показали на телеканалі «Новий канал» в 2002 році. З 2011 року — Посол доброї волі ЮНІСЕФ в регіоні Ріо-де-Ла-Плата (Аргентина і Уругвай). 2012 року аргентинська газета «La Nación» назвала Орейро «королевою теленовел».

## Біографія
Народилася 19 травня 1977 р. в Монтевідео (Уругвай).
Її мати Мабель Орейро працювала раніше перукаркою (зараз — домогосподарка), батько Карлос Орейро займається комерцією. Старша сестра Адріана — власниця магазину одягу.
Коли Наталії було 8, вона почала вчитися акторській майстерності. В 12 років почала зніматися в уругвайській рекламі. У 14 була обрана головною помічницею в шоу «Шуші» (Xuxa — знаменита бразильська співачка і телеведуча) з багатьох претенденток з інших країн, вона супроводжувала Шушу в її подорожах і представляла її на особливих подіях.
У 16 років Орейро вирушила в Буенос-Айрес, щоб взяти участь у кастингах на ролі в серіалах. Перемогти на кастингах їй вдалося не відразу, але вреші вона зробила це: на одному з кастингів їй дісталася невелика роль у серіалі «Непокірне серце», де вона познайомилася з Пабло Ечаррі.
Після цього виконала маленьку роль в серіалі «Ніжна Ана» і одну з головних ролей в серіалі «Моделі 90-60-90». Але справжній успіх і слава прийшли серіалу «Багаті і знамениті», де її партнером був Дієго Рамос.
Після цієї зйомки Орейро на початку 1998 року пішла працювати в Telefe, де Густаво Янкелевич запропонував їй головну роль в картині «Аргентинець в Нью-Йорку». Фільм мав великий успіх. В цей же час за підтримки Янкелевича вона випустила перший сольний диск «Наталія Орейро». Диск надходить у продаж в Аргентині 28 січня 1999 року, а 10 лютого 1999 року виходить і його міжнародна версія. Завдяки таким синглам, як і «Cambio dolor» («Міняю біль») і «Me muero de Amor» («Я вмираю від любові»), Орейро стала ще відомішою, а сам диск незабаром став золотим. В Аргентині диск був проданий тиражем в 750 000 копій, ще біля 1 мільйона копій було продано в країнах Латинської Америки і в Східній Європі.
Наступна роль Орейро на «TELEFE» — Мілагрос / Чоліто в серіалі «Дикий ангел», знімання якого почалося в листопаді 1998 року. За словами акторки, вона брала активну участь у створенні образу Мілагрос, придумувала сценарій. Саме ця роль принесла акторці славу й любов численних фанатів в усьому світі. До того ж, серіал «Дикий янгол» переміг на конкурсі «Онлайн 2000» в Ізраїлі.
Закінчивши знімання в «Дикому янголі» в серпні 1999 року, в грудні 1999 року Орейро береться до запису другого диска. Альбом «Tu veneno» («Твоя отрута») виходить в Аргентині в серпні 2000 року. Міжнародна версія альбому побачила світ 19 вересня 2000 року. Завдяки таким успішним синглам, як «Tu veneno» («Твоя отрута»), «Rio de la Plata» («Ріо-де-ла-Плата») і «Como te Olvido» («Як тебе забути»), продаж диска перевалив за 2 мільйони копій.
На початку жовтня 2000 року, після 6 років стосунків, акторка пережила важкий розрив з Пабло Ечаррі. Однак вона дає в цей час велику кількість концертів і постійно перебуває у роз'їздах. 29 січня 2001 року вирушає в перше велике гастрольне турне. Співачка дає концерти в Аргентині, Уругваї, Чилі, Колумбії, Венесуелі, на Пуерто-Рико, в США, Іспанії, Польщі, Угорщини, Греції, Болгарії, Туреччині і в Росії. В одному з концертних турів вона знімається в кліпі до пісні «Como te Olvido» в замку Дракули.
У листопаді 2001 року Орейро познайомилася з 44-річним лідером рок-гурту «Dividios» Рікардо Мольо, а на початку 2002 року одружилася з ним.
У 2002 році акторка знімається в серіалі «Качорра» з Пабло Раго. Восени 2002 року виходить її третій сольний альбом «Turmalina». Продаж диска досяг 1,5 мільйона копій. У січні 2003 року Орейро знову вирушає у світове турне і дає концерти в 14 країнах світу, в тому числі в Росії та Білорусі. На всіх концертах був аншлаг. Через 2 роки, наприкінці квітня 2005 року, знову приїжджає в Росію для знімання в 16-серійному фільмі «У ритмі танго». У травні 2005 року бере участь у благодійній акції «Золоте серце». На церемонії Орейро виконує пісню «Alas de Libertad» в сукні від Dior і підкорює публіку. На початку лютого 2006 року починає зніматися в серіалі «Ти — моє життя», де її партнером знову стає Факундо Арана. Знімання мало закінчитися ще в серпні, але завершилося лише на початку 2007 року.
Робота в серіалі відклала запис 4-го сольного альбому, і дата його виходу була намічена на липень 2010 року, проте пізніше Орейро відмовилася від роботи над диском. В інтерв'ю журналу «Gente» в листопаді 2008 року мисткиня розповіла, що її чоловік, Рікардо Мольйо, пропонує їй записати диск з саундтреками до серіалів («Бажання», «Ти моє життя», «Аманда О»).
З 2005 року Наталія Орейро дотримується молочно-вегетаріанської дієти.
Вона велика любителька футболу — в серіалах з її участю часто з'являються футбольні м'ячі, з якими вона жонглює і грає; з дитинства вона вболіває за клуб «Рампль Хуніорс» з Монтевідео; перед чемпіонатом світу 2002 року вона була обрана «хрещеною мамою» збірної Уругваю, також симпатизує збірній Аргентини.
У 2010 році Наталія Орейро розпочала процедуру отримання аргентинського громадянства (поряд з уругвайським та іспанським): «Я хочу стати аргентинською громадянкою, тому що ця країна для мене стала всім … Я дотримуюся лівих політичних поглядів і голосую в Уругваї. Але скоро я зможу голосувати і тут, в Аргентині. Це дуже важливо для мене».
9 вересня 2011 року було оголошено, що Наталія Орейро стала Послом доброї волі в регіоні Ла-Плати, тобто в Аргентині та Уругваї.
На своєму офіційному сайті Орейро 14 липня 2011 року зробила заяву про вагітність. 15 серпня в гостях у Сусани Хіменес Орейро сказала, що з жовтня хоче зробити перерву в кар'єрі, після чого можливо повернеться на телебачення з новим серіалом. 26 січня 2012 року Наталія Орейро в одній з клінік Буенос-Айреса народила сина Мерліна Атауальпа вагою 3 кг 474 г.
2012 року на каналі «Moviecity» вийшов колумбійський серіал «Лінч» з Наталією Орейро і Хорхе Перугоррія в головних ролях.
21 травня 2013 року на Каннському кінофестивалі, в секції «Особливий погляд», відбулася світова прем'єра фільму «Вакольда» режисера Лусії Пуеннсо. Головні ролі виконали Наталія Орейро, Дієго Перетті та Алекс Брендемюль. Картину тепло прийняла критика, вона мала обмежений прокат у кінотеатрах США і Європи, у міжнародному прокаті фільм локалізували як «Німецький лікар». Картина брала участь у безлічі кінофестивалів і навіть була обрана представляти Аргентину на премії «Оскар», але не потрапила до підсумкового шорт-листа.
2013 року Орейро знялася в комедійному серіалі «Тільки ти» з Адріаном Суаром. Серіал мав високі рейтинги і був тепло прийнятий критикою. За роль Аврори Орейро здобула другу премію «Martin Fierro» в категорії «Найкраща комедійна акторка».
У 2014 році Орейро відновила музичну кар'єру, виступивши в турне Східною Європою під назвою «Наша Наташа». Вона виступила загалом у 19 російських містах. Найбільший концерт відбувся в «Олімпійському» в Москві, зібравши рекордні понад 60 тисяч осіб.
Пізніше вона записала російську версію пісні «Me muero de amor» з відеокліпом, у якому знявся Факундо Арана.
У 2015 році Орейро знову повернулася на телебачення в драматичному серіалі «Серед канібалів». Режисером став володар премії «Оскар» Хуан Хосе Кампанелла, а партнерами Бенхамін Вікунья і Хоакін Фурріель. У листопаді того ж року вона виступила в Санкт-Петербурзі на фестивалі «Супердискотека 90-х».
2020—2021 року Орейро була ведучою телепрограми «Got Talent Uruguay», а 2022 року — шоу талантів «Голос Уругвай».

## Наталія Орейро і Україна
У червні 2020 року Наталія Орейро подала документи на набуття російського громадянства, а в жовтні 2021 року за Указом президента Російської Федерації Володимира Путіна вона офіційно стала громадянкою Росії.
1 березня 2022 року Наталія Орейро виступила за припинення бойових дій в Україні та виклала чорну фотографію зі словами «Ні війні» двома мовами — російською та іспанською — у себе на сайті.

## Фільмографія
| Рік       |   | Українська назва            | Оригінальна назва                    | Роль                                    |
| --------- | - | --------------------------- | ------------------------------------ | --------------------------------------- |
| 1992      | с | Висока комедія              | Alta comedia                         | Екстра                                  |
| 1994      | с | Непокірне серце             | Inconquistable corazón               | Екстра / Віктория                       |
| 1995      | с | Ніжна Ана                   | Dulce Ana                            | Вероніка                                |
| 1996      | с | Моделі 90-60-90             | 90-60-90 modelos                     | Люсія Перальта                          |
| 1997      | с | Багаті та знамениті         | Ricos y famosos                      | Валерія Гарсія Мендес де Салерно        |
| 1998      | с | Касабланка (Зелені оченята) | Ojitos verdes                        | Роса                                    |
| 1998      | ф | Аргентинець в Нью-Йорку     | Un argentino en New York             | Вероніка де Річчі                       |
| 1998      | с | Дикий ангел                 | Muñeca brava                         | Мілагрос Экспосіто ді Карло Міранда     |
| 2002      | с | Качорра                     | Kachorra                             | Антонія Герреро «Качорра»               |
| 2003      | ф | Клеопатра                   | Cleopatra                            | Мілагрос                                |
| 2004      | с | Містечко Бажання            | El Deseo                             | Кармен                                  |
| 2005      | с | Трофеї                      | Botines                              | Рене                                    |
| 2005      | ф | Війна гімназій              | La guerra de los gimnasios           | телеакторка                             |
| 2006      | с | В ритмі танго               | V ritme tango                        | Наталія Соланос                         |
| 2006—2007 | с | Ти — моє життя              | Sos mi vida                          | Есперанса Муньйос «Моніта»              |
| 2007      | ф | Фільмець                    | La peli                              | Лола Монтеро                            |
| 2007      | ф | Можливі життя               | Las vidas posibles                   | Марсія Міконі                           |
| 2008—2009 | с | Аманда О                    | Amanda O                             | Аманда О                                |
| 2009      | ф | Музика в очікуванні         | Música en espera                     | Паула Отеро                             |
| 2009      | ф | Франція                     | Francia                              | Крістіна Марсела                        |
| 2010      | ф | Місс Такуарембо             | Miss Tacuarembó                      | Наталія Прато «Кристал» / Кандіда Лопес |
| 2011      | ф | Моє перше весілля           | Mi primera boda                      | Леонора Бельямі                         |
| 2011      | ф | Підпільне дитинство         | Infancia clandestina                 | Чаро                                    |
| 2011      | ф | Свобода для Джо             | Freedom for Joe                      | Рейчел де лос Ріос                      |
| 2011      | ф | Погана                      | Mala                                 | Росаріо                                 |
| 2012      | с | Повідомлення з гробу (Лінч) | Lynch                                | Ісабель де Лінч                         |
| 2012      | ф | Блакитний Маврикій          | The Blue Mauritius                   |                                         |
| 2013      | с | Тільки ти                   | Solamente vos                        | Аврора                                  |
| 2013      | ф | Вакольда                    | The German Doctor                    | Єва                                     |
| 2013      | с | Канібали                    | Cannibals                            | Аріана                                  |
| 2016      | ф | Жильда                      | Gilda, no me arrepiento de este amor | Жильда                                  |
| 2018      | с | Господар                    | El host                              | -                                       |
| 2022      | с | Йосі, розкаяний шпигун      | Iosi, el espía arrepentido           | Клаудія                                 |
| 2022      | с | Свята Евіта                 | Santa Evita                          | Ева Перон                               |

## Комерційні проєкти
Las Oreiro — дизайнерський одяг двох сестер і партнерок Адріани та Наталії.
У 2008 Наталія уклала контракт з Dori Media Group і розпочала знімання серіалу «Аманда О», що розповсюджувався винятково через інтернет.

## Дискографія

### Студійні альбоми
- 1998: Natalia Oreiro
- 2000: Tu Veneno
- 2002: Turmalina

### Саундтреки
- 1998: Un Argentino en New York
- 2010: Miss Tacuarembó
- 2016: Gilda, No Me Arrepiento De Este Amor

## Нагороди і номінації
| Нагороди і номінації                                     | Нагороди і номінації | Нагороди і номінації                          | Нагороди і номінації    | Нагороди і номінації |
| Нагорода                                                 | Рік                  | Категорія                                     | Фільм                   | Висновки             |
| -------------------------------------------------------- | -------------------- | --------------------------------------------- | ----------------------- | -------------------- |
| Academy of Motion Picture Arts and Sciences of Argentina | 2009                 | Найкраща акторка                              | Музика в очікуванні     | Номінація            |
| Argentinean Film Critics Association Awards              | 2009                 | Найкраща акторка другого плану                | Можливі життя           | Номінація            |
| Argentinean Film Critics Association Awards              | 2010                 | Найкраща акторка                              | Музика в очікуванні     | Номінація            |
| INTE Awards                                              | 2003                 | Акторка року                                  |                         | Номінація            |
| Premios Martín Fierro                                    | 1998                 | Найкраща акторка — драма                      | Дикий янгол             | Номінація            |
| Premios Martín Fierro                                    | 1999                 | Найкращий саундтрек                           | Дикий янгол             | Номінація            |
| Premios Martín Fierro                                    | 1999                 | Найкраща акторка — драма                      | Дикий янгол             | Номінація            |
| Premios Martín Fierro                                    | 2003                 | Найкраща акторка в комедії                    | Дикий янгол: Повернення | Номінація            |
| Premios Martín Fierro                                    | 2006                 | Найкраща акторка в комедії/історичному фільмі | Ти — моє життя          | Перемога             |
| Premios Martín Fierro                                    | 2007                 | Найкраща акторка в комедії                    | Ти — моє життя          | Номінація            |
| Premios Martín Fierro                                    | 2008                 | Найкраща акторка в комедії                    | Аманда О                | Номінація            |
| Premios Martín Fierro                                    | 2014                 | Найкраща акторка в комедії                    | Solamente vos           | Перемога             |